# Grga Novak
Grga Novak (Hvar, Osztrák–Magyar Monarchia, 1888. április 2. – Zágráb, 1978. szeptember 7.) horvát történész, régész. Fő kutatási területe Horvátország és Dalmácia középkori történelme volt.

## Élete
A dalmáciai Hvar szigetén született, majd a kegyesrendiek traunicki (ma Travnik, Bosznia-Hercegovina) gimnáziumában tanult. A középiskola elvégzése után történelmet, régészetet és földrajztudományt tanult a bécsi, a prágai és a zágrábi egyetemeken, de müncheni, jénai és berlini egyetemi előadásokat is látogatott. 1912–1920 között a spliti régészeti múzeum munkatársaként dolgozott, majd egy tanéven keresztül a szkopjei egyetem bölcsészettudományi karán oktatott középkori egyetemes történelmet. 1921-ben docensi kinevezést kapott a Zágrábi Egyetemen, s 1924-től már professzori címmel tanított ókori és középkori történelmet a tanintézményben. A második világháború során mint „antifasiszta elemet” letartóztatták, és hat hónapot egy horvátországi koncentrációs táborban töltött. Felszabadulását követően tovább folytatta az oktatómunkát a Zágrábi Egyetemen, amelynek 1946–1947 között rektora is volt. 1959-ben vonult vissza az oktatástól, de 1958-tól halála évéig a Jugoszláv Tudományos és Művészeti Akadémia elnöke volt.
Munkássága elismeréseképpen tagjai sorába választotta többek között a londoni Királyi Régészeti Társaság (Royal Archaeological Society), a Szlovén Tudományos és Művészeti Akadémia, az Osztrák Tudományos Akadémia, emellett 1970-ben a Magyar Tudományos Akadémia külső tagja lett.

## Életműve
Novak fő kutatási területe a középkori horvát történelem volt, de ezen belül is életművének jelentős részét képezik Dalmácia históriájával foglalkozó tanulmányai. A dalmát partvidék átfogó történeti áttekintése mellett megírta Split, Hvar, Vis, Šibenik és Dubrovnik monográfiáit, és velencei levéltári kutatásai alapján fontos forráskiadványokat is szerkesztett. Az általa irányított régészeti ásatások jelentős része is dalmáciai helyszíneken történt.
A szülővárosában, Hvarban működő, 1998-ban alapított, a hagyatékát is őrző tudományos-kulturális egyesület felvette a nevét (Mediteranski Institut Grga Novak).

## Főbb művei
- Hvar, Beograd, Gregorić, 1924
- Naše more: Razvitak moći plovidbe na Jadranu I–II., Split, Naklada Centralne Jadranske straže, 1927–1932
- Pokret za sjedinjenje Dalmacije s Hrvatskom (1797–1814), Beograd, RAD Jugoslavenske akademije znanosti i umjetnosti, 1940
- Prošlost Dalmacije I–II., Zagreb, Hrvatski izdavalački bibliografski zavod, 1944
- U zemlji faraona, Zagreb, Nakladnog zavoda Hrvatske, 1946
- Dalmacija na raskršću, Zagreb, RAD Jugoslavenske akademije znanosti i umjetnosti, 1948
- Dokumenti za povijest ribarstva na istočnoj obali Jadranskog mora, Zagreb, Jugoslavenska akademija znanosti i umjetnosti, 1952
- Prethistorijski Hvar: Grapčeva špilja, Zagreb, Jugoslavenska akademija znanosti i umjetnosti, 1955
- Povijest Splita I–III., Split, Matica hrvatska, 1957–1965
- Jadransko more u sukobima i borbama kroz stoljeća, Beograd, Vojno Delo, 1961
- Vis, Zagreb, Jugoslavenske akademije znanosti i umjetnosti, 1961
- Mletačka uputstva i izvještaji: Commissiones et relationes venetae IV–VII., Zagreb, Jugoslavenska akademija znanosti i umjetnosti, 1964–1972